# Skoupý (Mlečice)

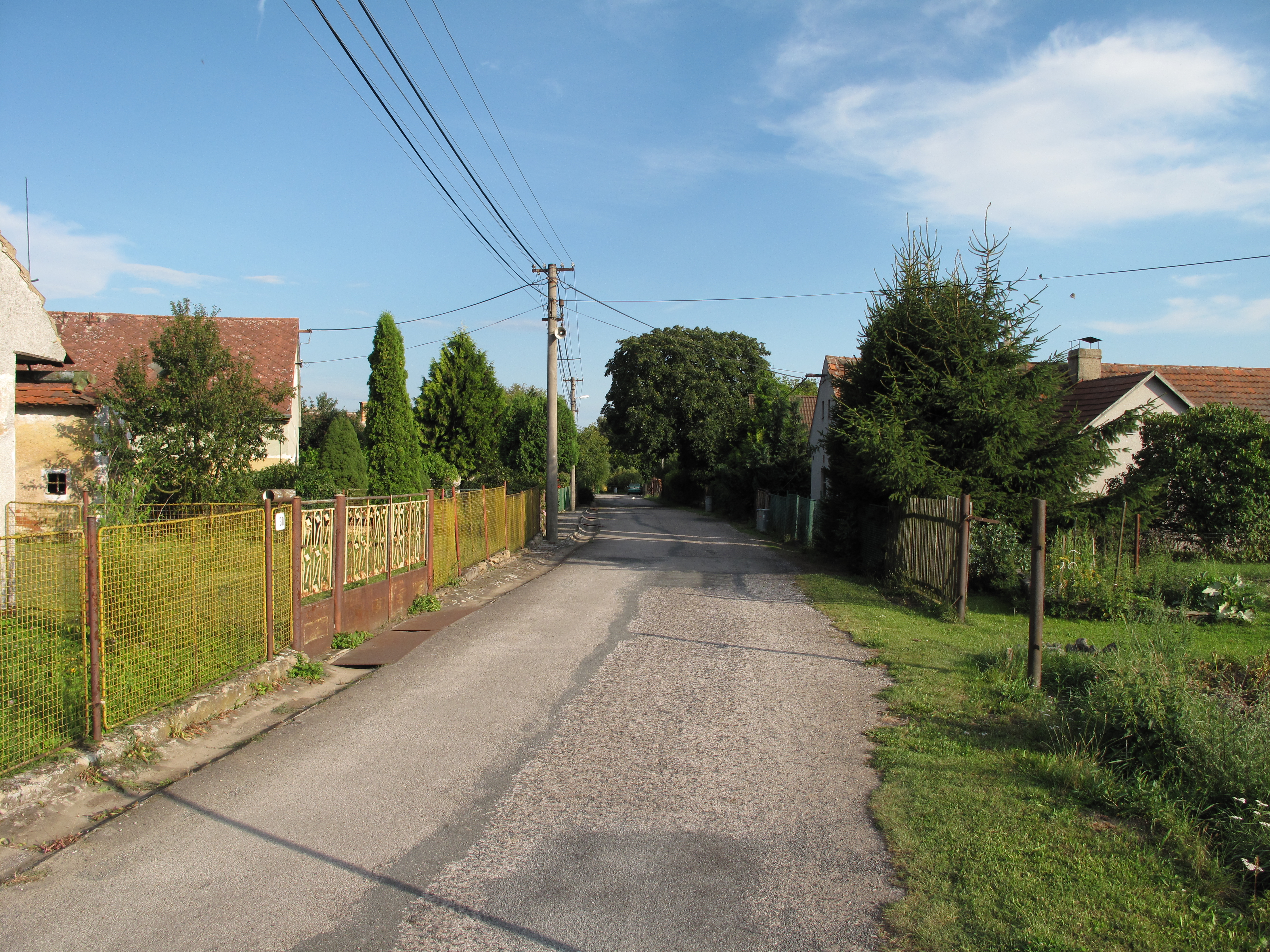
Dorfstraße

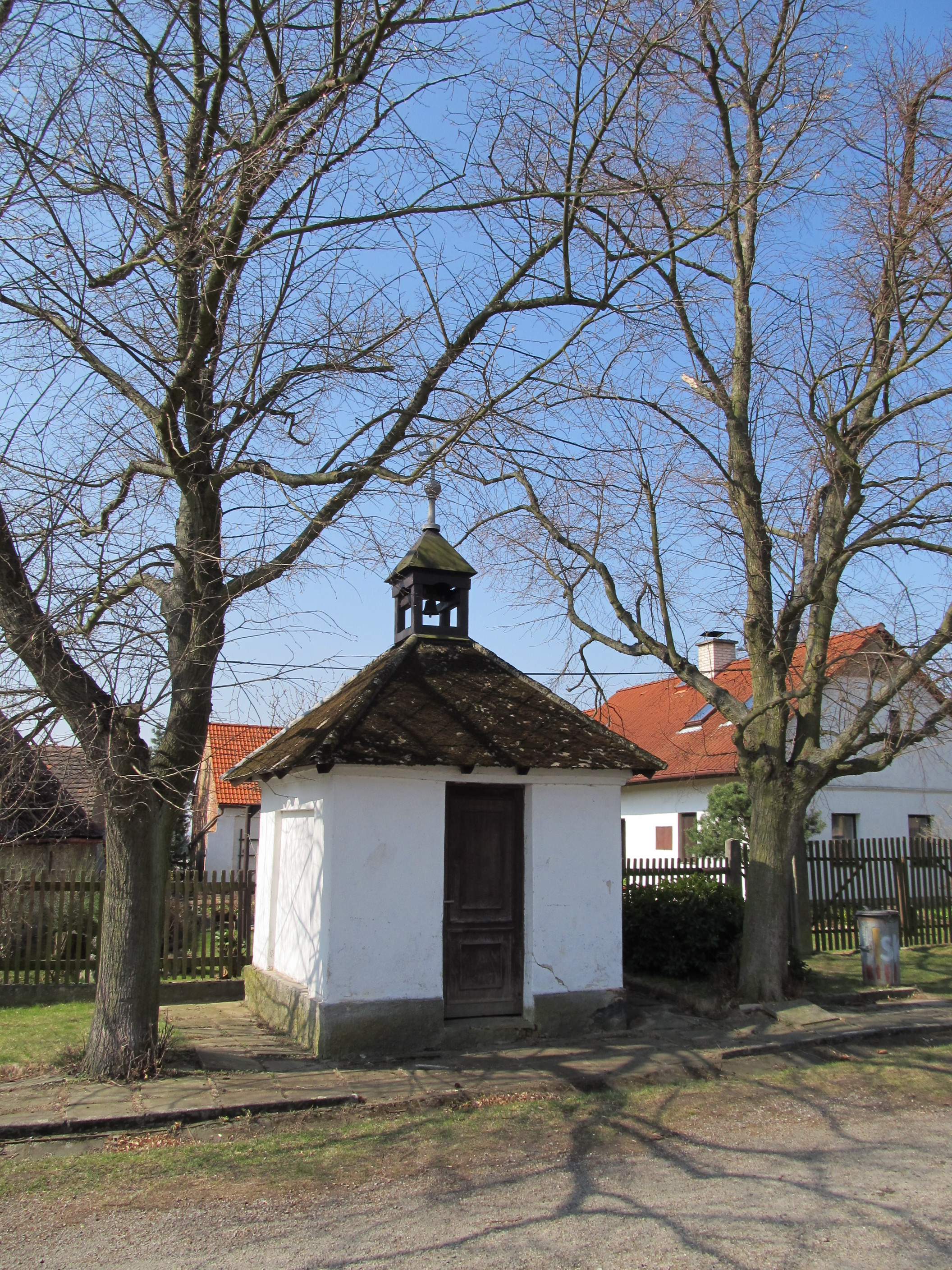
Kapelle

Skoupý (deutsch Skoup, älter Skaupy) ist ein Ortsteil der Gemeinde Mlečice in Tschechien. Er liegt sieben Kilometer nordöstlich von Radnice (Radnitz) und gehört zum Okres Rokycany.

## Geographie
Das Straßendorf Skoupý befindet sich im Radnitzer Hügelland (Radnická pahorkatina) auf einer Hochfläche zwischen den Tälern der Bäche Radubice und Vejvanovský potok. Nördlich erheben sich die Homolka (474 m n.m.), im Osten der Čihátko (467 m n.m.), südöstlich der Na Vrších (478 m n.m.) sowie im Südwesten die Hůrka (466 m n.m.) und der Na Špýcharu (474 m n.m.). Am nordwestlichen Ortsrand verläuft die Staatsstraße II/233 zwischen Radnice und Rakovník. Skoupý liegt an der Grenze des Naturparks Berounka.
Nachbarorte sind Prašný Újezd, Sádky und Podmokly im Norden, Mlečice, Pod Bělkou und Ostrovec im Nordosten, Terešovská Huť, Nový Dvůr und Lhotka im Osten, Terešov und Hlohovičky im Südosten, Vejvanov im Süden, Hlohovice, U Skály und Svinná im Südwesten, Vojenice im Westen sowie Fatěra, Kladruby und Suchomelka im Nordwesten. 

## Geschichte
An der Stelle des Dorfes befand sich früher der Meierhof Skaupy, der bereits 1519 wüst lag.
Das Dorf Nový Újezd wurde im Jahre 1799 durch den Besitzer des Allodialgutes Praschno-Augezd, Thaddäus Andrée, gegründet und bald nach der alten Hofstätte als Skaupý bezeichnet. Im ersten Drittel des 19. Jahrhunderts wechselten die Besitzer des Gutes in rascher Folge: 1803 an Gottlieb Ackermann, ab 1804 Hermann Leitenberger, ab 1808 Franz Ernst von Schaffgotsch, zwischen 1810 und 1833 Rüdiger von Stillfried auf Tereschau, ab 1833 dessen Witwe Karoline de Favras, ab 1834 Georg Ferdinand Schramm und ab 1837 ein Freiherr von Skronský.
Im Jahre 1838 bestand das im Pilsner Kreis gelegene Dorf Skaupy aus 28 Häusern mit 218 tschechischsprachigen Einwohnern. Im Ort gab es ein Wirtshaus und eine Flusshütte. Pfarrort war Mletschitz. Bis zur Mitte des 19. Jahrhunderts blieb Skaupy dem Allodialgut Praschno-Augezd untertänig.
Nach der Aufhebung der Patrimonialherrschaften bildete Skoupy / Skaupy ab 1850 einen Ortsteil der Gemeinde Prašný Oujezd / Praschno-Augezd im Gerichtsbezirk Zbirow. In den 1850er Jahren entstand nördlich des Dorfes – bei der heutigen Einschicht Větrák – auf der Anhöhe Homolka eine Holländerwindmühle. In der zum Brzaser Kohlebecken gehörenden kleinen Kohlenlagerstätte südlich von Skoupý wurde im 19. Jahrhundert in drei Schächten mit Teufen zwischen 12 und 20 m Steinkohle gefördert. 1868 wurde Skoupy dem Bezirk Hořowitz zugeordnet. Im Jahre 1869 bestand Skoupy aus 30 Häusern und hatte 246 Einwohner. Seit den 1870er Jahren wird der Ortsname Skoupý verwendet. Das Steinkohlenlager bei Skoupý gilt seit 1875 als erschöpft. Die Windmühle auf der Homolka verschwand nach 1877; der Name der Einschicht Větrák ist von ihr hergeleitet. Zum 1. September 1896 wurde der Ort Teil des neu gebildeten Bezirks Rokitzan. Der Montanunternehmer Cajthaml nahm am Übergang von 19. zum 20. Jahrhundert die Steinkohlenförderung wieder auf; der Versuchsbau wurde jedoch nach kurzer Zeit wieder eingestellt, da keine weiteren abbauwürdigen Flöze angetroffen wurden. Im Jahre 1900 hatte Skoupý 172 Einwohner, 1910 waren es 154.
Nach dem Ersten Weltkrieg zerfiel der Vielvölkerstaat Österreich-Ungarn, Skoupý wurde 1918 Teil der neu gebildeten Tschechoslowakischen Republik. Beim Zensus von 1921 lebten in den 29 Häusern des Dorfes 143 Tschechen. 1930 lebten in den 28 Häusern von Skoupý 131 Personen. Am 29. Juli 1933 hinterließ ein Sturm und Hagelschlag schwere Schäden. Zwischen 1939 und 1945 gehörte Skoupý / Skoup zum Protektorat Böhmen und Mähren, 1942 wurde das Dorf dem Bezirk Pilsen–Land zugeordnet. In den Jahren 1942 und 1943 gab es Verhandlungen über eine Zusammenlegung der Gemeinden Prašný Újezd und Kladruby, die jedoch wegen des Krieges nicht zum Abschluss kamen. Nach dem Ende des Zweiten Weltkrieges kam Skoupý zur wiedererrichteten Tschechoslowakei zurück, und die Gebietsstrukturen aus der Zeit vor der Besetzung wurden wiederhergestellt. 1950 lebten in den 27 Häusern von Skoupý 96 Personen. 1957 erfolgte die Bildung einer JZD. In den 1970er Jahren erhielt Skoupý eine Wasserversorgung. Zum Jahresanfang 1980 erfolgte die Eingemeindung nach Mlečice. Beim Zensus von 1991 lebten in den 21 Häusern von Skoupý 40 Personen. 2011 bestand das Dorf aus 20 Wohnhäusern und hatte 32 Einwohner.  

## Ortsgliederung
Der Ortsteil Skoupý ist Teil des Katastralbezirkes Prašný Újezd. Zu Skoupý gehören die Einschichten U Skály und Větrák.

## Sehenswürdigkeiten
- Kapelle, auf dem Dorfanger